# HOT・ホット・ほっと
HOT・ホット・ほっと（ほっと - ）とは、株式会社電子公園がサイト運営するグラビア動画やお色気番組などを専門に配信する成人向け無料動画配信サイト。旧名はHOT GyaO

## 概要
楽天が運営する有料動画配信サイトのShowtimeのPRを目的としている。過去は、ページデザインは酷似しており、視聴規約やサポートなどのページも共有していたことがあり、GyaOとは異なるサイトであると釈明していた。ジャンルとしては、着エロ・ヌード・官能・大人のバラエティ・AVダイジェストの5つがあったが、末期はAVダイジェストのみであった。動画は無料配信のものであるが、見る際は会員登録ないし視聴登録が必要となる。また、18歳以下は視聴出来ないとなっている。

## 過去配信映像
- 一部映像は、ShowTimeにて会員見放題・有料等で配信されているものがある。

### 着エロ
- どっきりガールズ コレクション

### ヌード
- 裸体シリーズ
- 真裸シリーズ
- New Nudeシリーズ

### 官能
- 女学生
- 監禁逃亡
- OLヴァンパイア～智子の初恋～

### 大人のバラエティ
- 山本晋也のランク10国